# Iman bint al-Husayn (2024)
Iman bint al-Husayn (in arabo إيمان بنت الحسين بن عبد الله الثاني‎?; Amman, 3 agosto 2024) è una principessa giordana.

## Biografia
La principessa Iman è nata nel 2024 presso il Centro Medico Re Hussein di Amman, come primogenita del principe ereditario Husayn e della principessa Rajwa.
In occasione della sua nascita, la corte reale invitò i propri sostenitori a fare donazioni al Fondo Al-Aman per il Futuro degli Orfani.

## Titoli e trattamento
- 3 agosto 2024 - attuale: Sua Altezza Reale, la principessa Iman bint al-Husayn

## Ascendenza
|                           |     |                       | Genitori               |  |  | Nonni |  |  | Bisnonni            |  |  | Trisnonni          |  |
|                           |     |                       |                        |  |  |       |  |  | Husayn di Giordania |  |  | Talal di Giordania |  |
|                           |     |                       |                        |  |  |       |  |  | Husayn di Giordania |  |  | Talal di Giordania |  |
|                           |     | Zein al-Sharaf Talal  |                        |  |  |       |  |  | Husayn di Giordania |  |  |                    |  |
| Abd Allah II di Giordania |     |                       |                        |  |  |       |  |  | Husayn di Giordania |  |  |                    |  |
|                           |     | Muna al-Husayn        | Walter Percy Gardiner  |  |  |       |  |  |                     |  |  |                    |  |
|                           |     | Muna al-Husayn        | Walter Percy Gardiner  |  |  |       |  |  |                     |  |  |                    |  |
|                           |     | Muna al-Husayn        | Doris Elizabeth Sutton |  |  |       |  |  |                     |  |  |                    |  |
| Husayn ibn 'Abd Allah     |     | Muna al-Husayn        |                        |  |  |       |  |  |                     |  |  |                    |  |
|                           |     | Faisal Sedki al-Yasin | ...                    |  |  |       |  |  |                     |  |  |                    |  |
|                           |     | Faisal Sedki al-Yasin | ...                    |  |  |       |  |  |                     |  |  |                    |  |
|                           |     | Faisal Sedki al-Yasin | ...                    |  |  |       |  |  |                     |  |  |                    |  |
| Rania al-Yāsīn            |     | Faisal Sedki al-Yasin |                        |  |  |       |  |  |                     |  |  |                    |  |
|                           |     | Ilham al-Rasikh       | ...                    |  |  |       |  |  |                     |  |  |                    |  |
|                           |     | Ilham al-Rasikh       | ...                    |  |  |       |  |  |                     |  |  |                    |  |
|                           |     | Ilham al-Rasikh       | ...                    |  |  |       |  |  |                     |  |  |                    |  |
| Iman bint al-Husayn       |     | Ilham al-Rasikh       |                        |  |  |       |  |  |                     |  |  |                    |  |
|                           | ... | ...                   |                        |  |  |       |  |  |                     |  |  |                    |  |
|                           | ... | ...                   |                        |  |  |       |  |  |                     |  |  |                    |  |
|                           | ... | ...                   |                        |  |  |       |  |  |                     |  |  |                    |  |
| Khaled Al Saif            | ... |                       |                        |  |  |       |  |  |                     |  |  |                    |  |
|                           |     | ...                   | ...                    |  |  |       |  |  |                     |  |  |                    |  |
|                           |     | ...                   | ...                    |  |  |       |  |  |                     |  |  |                    |  |
|                           |     | ...                   | ...                    |  |  |       |  |  |                     |  |  |                    |  |
| Rajwa Al Saif             |     | ...                   |                        |  |  |       |  |  |                     |  |  |                    |  |
|                           |     | ...                   | ...                    |  |  |       |  |  |                     |  |  |                    |  |
|                           |     | ...                   | ...                    |  |  |       |  |  |                     |  |  |                    |  |
|                           |     | ...                   | ...                    |  |  |       |  |  |                     |  |  |                    |  |
| Azza Al Sudairi           |     | ...                   |                        |  |  |       |  |  |                     |  |  |                    |  |
|                           |     | ...                   | ...                    |  |  |       |  |  |                     |  |  |                    |  |
|                           |     | ...                   | ...                    |  |  |       |  |  |                     |  |  |                    |  |
|                           |     | ...                   | ...                    |  |  |       |  |  |                     |  |  |                    |  |
|                           |     | ...                   |                        |  |  |       |  |  |                     |  |  |                    |  |